# Ursus & Nadeschkin

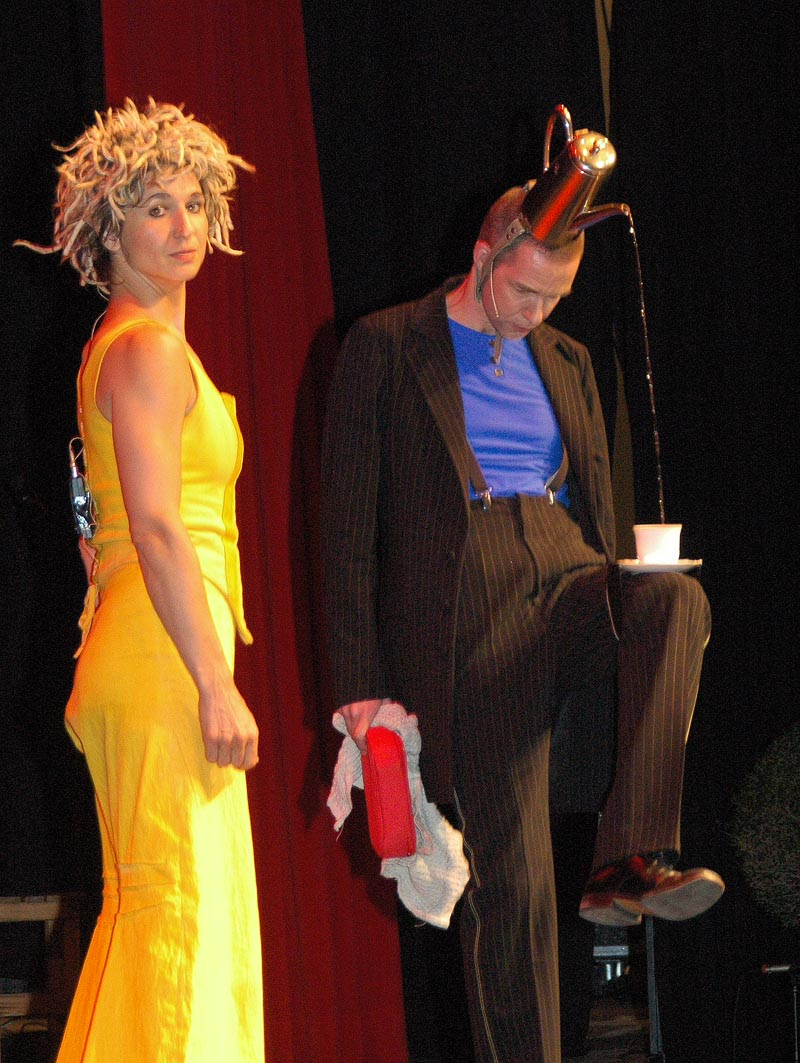
Ursus & Nadeschkin (2009)

Ursus & Nadeschkin sind ein 1987 gegründetes Schweizer Komiker- und Kabarett-Duo, bestehend aus Urs Wehrli (Ursus) und Nadja Sieger (Nadeschkin).

## Laufbahn
Nach zehn abendfüllenden Bühnenproduktionen, neun Auftritten als Moderatoren der TV-Aufzeichnungen am Arosa Humor-Festival und einer Saison beim Schweizer Circus Knie gehören sie zu den renommiertesten Bühnenpaaren der Schweiz. Tom Ryser ist der Regisseur des Duos.
Um unterschiedliche Bühnenkünste aus nah und fern an einem gemeinsamen Abend kurzzuschliessen, organisieren, produzieren und moderieren sie seit 1994 regelmässig «Perlen, Freaks & Special Guests», wo sie in einem Mix aus Nummern und Genres ihre Lieblingskünstler präsentieren. Die jüngste «Perlen, Freaks & Special Guests»-Tour fand im Oktober 2017 und April 2018 statt.

## Bühnenproduktionen
- 1989: «Eine ungewöhnliche Clownerie»
- 1993: «One Step Beyond»
- 1997: «Hailights»
- 1999: «Ursus & Nadeschkin – Solo!»
- 2002: «Ursus & Nadeschkin im Knie» (Tournee mit dem Schweizer Nationalcircus)
- 2006: «Weltrekord»
- 2008: «Im Orchester graben» (Musiktheater, Co-Produktion mit dem Sinfonieorchester Camerata Schweiz)
- 2010: «Zugabe»
- 2012: «Sechsminuten»
- 2014: «Lauter Lieblingsnummern»
- 2018: «Synchronised Swimming – The Dry Version» (englische Produktion)
- 2018: «Der Tanz der Zuckerpflaumenfähre»

## Publikationen

### Bücher
Zu den Büchern von Ursus Wehrli siehe dort.
- Ganz flach, ein abendfüllender Comic. Nadja Sieger & Urs Wehrli. Siök-Verlag/Eigenverlag, 1992.

### CDs
- Hailights. Live-Aufnahme aus dem Kleintheater Luzern, Dialekt, Kein & Aber, 1999, ISBN 978-3-0369-1504-3.
- Hailights. Live-Aufnahme aus der Bar jeder Vernunft, Berlin. Deutsch, Kein & Aber, 2002, ISBN 3-0369-1209-6.
- Zugabe. Live-Aufnahme aus dem Kleintheater Luzern, Dialekt. Kein & Aber, 2009, ISBN 978-3-0369-1245-5.

### Videoalben
- Im Knie. Dialekt. Kein & Aber, 2002, ISBN 3-0369-1210-X.
- Hailights. Live-Mitschnitt aus dem Casinotheater Winterthur. Dialekt. Warner Bros., 2005.
- 20 Jahre Ursus & Nadeschkin – Die Samstagabendkiste. Jubiläumssendung in Zusammenarbeit mit dem Schweizer Fernsehen, 2007, Dialekt. Warner Bros.
- Weltrekord. Live-Mitschnitt aus dem Schauspielhaus Basel. Dialekt. Warner Bros., 2008.[1]
- Im Orchestergraben. Live-Mitschnitt aus dem Konzertsaal KKL Luzern, Eigenverlag, 2008.
- Extrem. Live-Aufnahme vom 3sat-Festival in Mainz. Deutsch. tacheles!, 2009, ISBN 978-3-941168-19-0.
- Ursus & Nadeschkin – Lauter Lieblingnummern. Schönster Nonsens aus 25 Jahren Ursus & Nadeschkin. Deutsch. Roof Music GmbH, 2016, ISBN 978-3-864842-95-5.
- Sechsminuten – Live-Mitschnitt aus dem Schauspielhaus Zürich 2015.

## Auszeichnungen (Auswahl)
- 1996: Scheinbar-Preis Berlin
- 1997: Prix Walo
- 1999: Schweizer KleinKunstPreis
- 2000: New York Comedy Award
- 2000: Prix Walo
- 2001: Förderpreis des Kantons Zürich
- 2001: Salzburger Stier
- 2002: Deutscher Kleinkunstpreis, in der Kategorie Kleinkunst
- 2004: Leipziger Löwenzahn
- 2008: Hans Reinhart-Ring, gemeinsam mit Tom Ryser
- 2008: Unter den Top 3 der Auszeichnung Schweizer des Jahres
- 2011: Wahl zum Publikumsliebling des Arosa Humor-Festivals
- 2012: Schweizer Kabarett-Preis Ehrencornichon
- 2023: Deutscher Kleinkunstpreis, Ehrenpreis Rheinland-Pfalz